# Ingrid Simler, Lady Simler

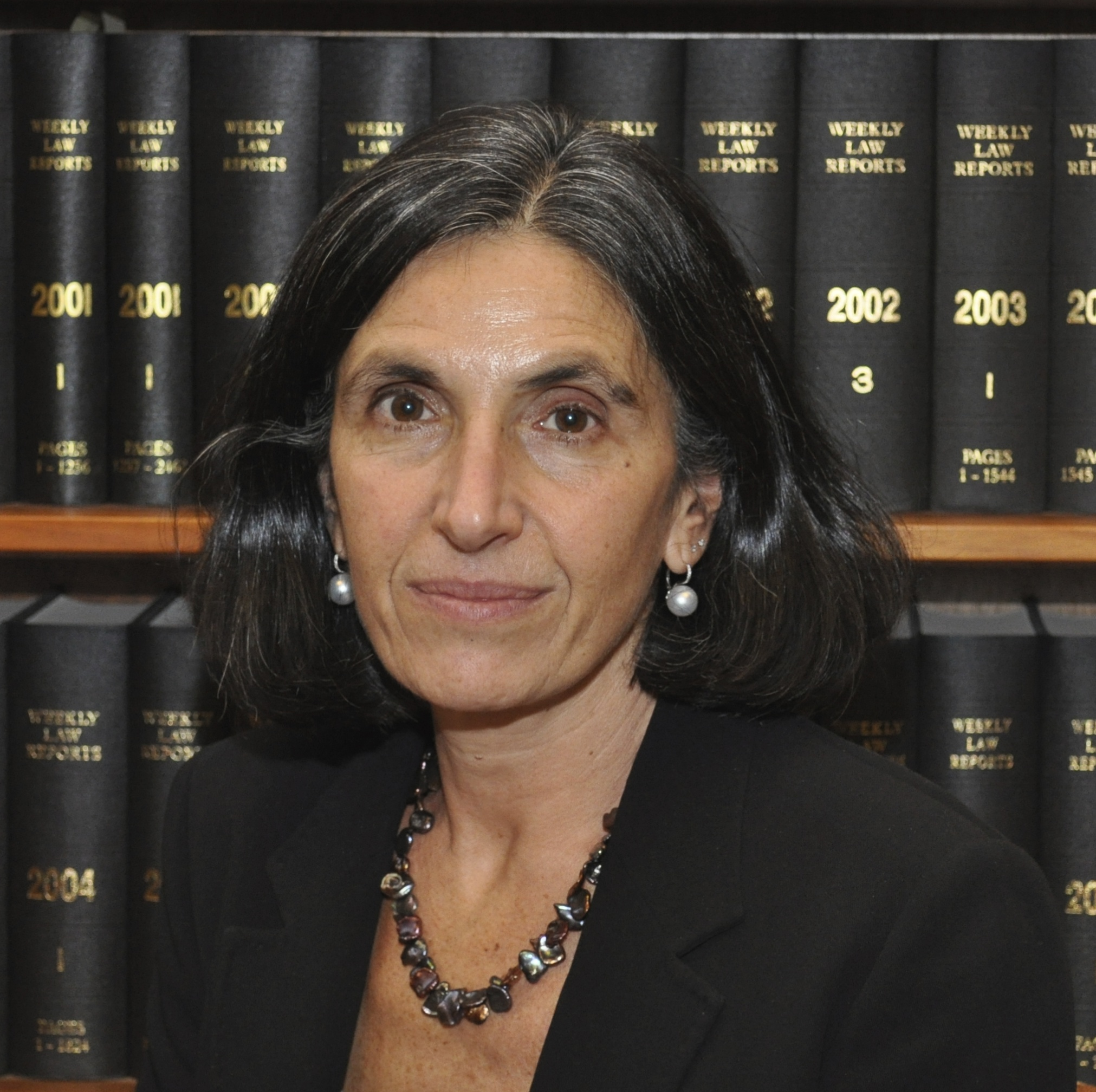
Dame Ingrid Simler (2013)

Dame Ingrid Ann Simler, Lady Simler DBE, PC (* 17. September 1963) ist eine britische Juristin. Seit 2023 ist sie Richterin am Obersten Gerichtshof des Vereinigten Königreichs.

## Leben und Wirken
Nach Abschluss ihrer juristischen Ausbildung an der University of Cambridge wurde Simler 1987 in die Inner Temple Bar aufgenommen. Nach dem Erwerb eines postgradualen Diploms am Europa-Institut der Universität Amsterdam in dem Recht der Europäischen Union nahm sie eine Stellung bei der Anwaltskanzlei Devereux Chambers an. 2001 trat sie bei der Generalstaatsanwaltschaft in den Dienst der britischen Justiz ein und wurde 2002 zur Inland Revenue versetzt. Noch im selben Jahr wurde sie Recorder im South East Circuit. 2006 wurde sie zur Kronanwältin ernannt. 2010 erfolgte ihre Ernennung zur stellvertretenden Richterin am High Court of Justice. Im Oktober 2013 wurde sie Richterin am High Court in der King's Bench Division. Im Januar 2015 wurde sie für eine dreijährige Amtszeit, die am 31. Dezember 2018 endete, als erste Frau zur Präsidentin des Employment Appeal Tribunal, dem Berufungsgericht für Arbeitsrecht, ernannt. Nachdem sie als Verbindungsrichterin des High Court für Diversität tätig gewesen war, wurde sie 2019 zur Vorsitzenden des Diversitätsausschusses des Richterrats ernannt. Im Juni 2019 wurde sie als Richterin am Court of Appeal vereidigt.
Nach ihrer Wahl Oktober 2023 wurde Simler am 14. November 2023 als Richterin am Obersten Gerichtshof des Vereinigten Königreichs vereidigt.
Dame Ingrid Simler ist Mutter von vier Kindern.